# دوک‌نشین بزرگ توسکانی
دوک‌نشین بزرگ توسکانی (به ایتالیایی:Granducato di Toscana؛لاتین:Magnus Ducatus Etruriae) دولتی در مرکز ایتالیا بود که با وجود چندین دوره توقف، از ۱۵۶۹ تا ۱۸۵۹ میلادی وجود داشت. این دوک‌نشین جایگزین دوک نشین فلورانس شد. پایتخت این دوک‌نشین شهر فلورانس بود. این دوک‌نشین تا زمان واقعهٔ صلح وستفالی در ۱۶۴۸، جزئی از امپراتوری مقدس روم بود.
دوک‌نشین بزرگ توسکانی در ابتدا تا زمان از میان رفتن شاخه اصلی خاندان مدیچی در ۱۷۳۷، توسط این خاندان اداره می‌شد. به دلیل تسلط این خاندان بر توسکانی، اقتصاد و نیروی نظامی آن پیشرفت بسیاری کرد ؛ اگرچه، از آغاز حکومت فردیناندو دوم بر توسکانی، این دوک‌نشین رکود اقتصادی طولانی مدتی را تجربه کرد.
فرانسیس استفان لورن، یکی از نوادگان خاندان مدیچی پس از انقراض شاخه قدیمی این خاندان، به عنوان دوک بزرگ توسکانی معرفی شد. دوک‌نشین توسکانی از این زمان به بعد تا ۱۸۵۹ تحت سیطره خاندان لورن بود مگر در طی لشکرکشی‌های ناپلئون که به شکل موقتی به توقف این روند انجامید. ناپلئون پس از تسلط به توسکانی، آن را به خاندان بوربون-پارما داد. به دنبال سقوط ناپلئون در ۱۸۱۴، دوک‌نشین توسکانی به وضعیت قبلی بازگردانده شد. سرانجام در ۱۸۵۹ میلادی، طی جنگ‌های یگانگی ایتالیا، دوک‌نشین بزرگ توسکانی توسط پادشاهی ساردنی فتح گردید و در ۱۸۶۰، طبق آرای ۹۵ درصد مردم، جزئی از پادشاهی ایتالیا شد.

پرچم توسکانی ۱۸۴۹-۱۸۶۰